# 王立ヴュルテンベルク邦有鉄道C型蒸気機関車
王立ヴュルテンベルク邦有鉄道C型蒸気機関車（おうりつヴュルテンベルクほうゆうてつどうCがたじょうききかんしゃ、ドイツ語: Württembergische C）は、王立ヴュルテンベルク邦有鉄道（ヴュルテンベルク国鉄）が保有した車軸配置2C1（パシフィック）の急行用蒸気機関車である。邦有鉄道のパシフィック機としては最小の形式であった。

## 技術
1909年から1921年にかけて、Nos.2001 - 2041の41両がエスリンゲン機械製造により製造された。
本形式は高速運転を行う急行旅客列車用として計画されたが、山がちな国土を持つヴュルテンベルクの地理的条件から、隣国バーデンが本形式に先行して製作した複式4気筒パシフィック機であるIVf型と同様に、動輪の直径は1,800 mmとされた。この機関車はドイツ国営鉄道へ承継された邦有鉄道のパシフィック機としては最小のものであったが、経済的かつ強力な機関車であった。
この時代のドイツ南部の各邦国では、先述したバーデンのIVf型をはじめ、過熱式ボイラーの開発前夜に引き続きフォン・ボリス (von Borris) 式複式4気筒機が急行旅客列車用として多数設計製作されていた。本形式もその流行に乗った形式の一つで、他の邦国の複式4気筒機の大半と同様に、4気筒とも車輪間をクランク軸とした第2動軸に動力を伝達する構成としている。
ボイラーは一般的な構造の広火室煙管式ストレートボイラーで、シュミット式過熱装置を搭載する。もっとも、広火室ではあったが火格子面積は3.96 平方メートル、と他国のパシフィック機各形式と比較して若干狭く設計されていた。煙突後方に搭載された蒸気ドームは砂箱とまとめてケーシングに収められている。
外観はかなり珍しいものであった。特徴的な点としては、左右の車輪の間に置かれた板台枠による主台枠とは別に、動輪の外側からボイラーなどを支える補助台枠が備わり、またバイエルンのS2/6型に似た風切形と呼ばれる前方を細く絞った形状の運転台を装備していたことが挙げられる。さらに、S2/6型やS3/6型などと同様に円錐形とされた煙室扉も流線形の外観に寄与していた。
この機関車は一般に「美しいヴュルテンベルク女性」(Die schöne Württembergerin) と称された。
ヴュルテンベルク2'2' T 20型あるいは2'2' T 30型炭水車と組み合わせて運用された。

## ドイツ国営鉄道
第一次世界大戦後、3両がフランス、1両がポーランドに引き渡された。残りの37両はドイツ国営鉄道に引き継がれ、18.1形となった。1926年に18 101から18 137の番号を与えられた。

## ドイツ連邦鉄道
1949年のドイツ連邦鉄道発足時点で、23両の18.1形が可動状態を保っていた。ハイルブロンには18 101、102、117、118、120、126、128、131、132、133、136が、ウルムには18 103、104、105、107、108、109、110、112、113、122、123が配置されていた。ハイルブロンの機関車は、シュトゥットガルトとヴュルツブルクの間の急行列車や、ハイルブロン、マンハイム、シュトゥットガルト間の急行列車などを牽引していた。ウルムの機関車は、ウルムとフリードリヒスハーフェンの間の急行列車に加えてウルムとアーレンの間の旅客列車も牽引した。1952年5月末にハイルブロンの機関車はウルムに配置換えされた。1952年に2両、1953年に11両、1954年に8両の18.1形が廃車・解体された。1955年には18 136と18 133のみが運用状態であった。ヴュルテンベルクC型の最後の運用は、1955年2月13日にインメンディンゲンからウルムへの急行列車の牽引であった。保存された機関車はなかった。